# Huliganfirma
En huliganfirma är en grupp som sysslar med huliganism, alltså att utöva våld i en idrottsklubbs namn. Fenomenet uppstod i England under det tidiga 1980-talet, ofta i samband med casual-kulturens framväxt. I firmornas barndom skedde slagsmålen ofta på själva läktaren men i takt med ökad polisbevakning och förbättrad säkerhet har våldet flyttat ut på gatorna. Numera sker deras uppgörelser så gott som alltid långt ifrån fotbollsarenorna, oftast inte ens på matchdagen.
Under början av 2000-talet har det funnits firmor som agerat i flera svenska fotbollsklubbars namn. Insynen i deras verksamhet är minimal, något som försvårar polisens arbete och gör det svårt att förebygga huliganism. Mobiltelefoner och internet har inneburit nya möjligheter att göra upp, då tid och plats för slagsmålen kan ändras snabbt.
I filmer som Football factory (Chelsea Headhunters) och Green street hooligans (Intercity Firm) följer man fiktiva versioner av deras firmor.
Chelsea Headhunters som är firman för fotbollslaget Chelsea FC är en av de största huliganfirmorna i hela Europa, och har omnämnts i ett flertal böcker och filmer.
År 2002 avled IFK Göteborg-supportern Tony Deogan efter ett bråk mellan klubbens firma Wisemen och AIK:s motsvarighet Firman Boys i Högalidsparken i Stockholm.

## Kläder
Huvudartikel: Casual
Fotbollshuliganism förknippas ofta med märkeskläder, en klädstil som kallas casual. Casual är en brittisk subkultur, som växte fram på fotbollsläktare i framförallt Liverpool, Manchester och London i slutet av 1970-talet. Den förknippas framförallt med ett fanatiskt intresse för kläder och våldsamheter i samband med fotbollsmatcher. De huliganfirmor som sedan det tidiga 1980-talet vuxit fram i Storbritannien och övriga Europa har inte sällan bestått av företrädare för casual-kulturen.

## Politiska grupperingar
Fotbollsfirmor, speciellt de i södra och östra delarna av Europa, har ofta kontakt med politiska ideologier och grupper. Följande firmor är kända för sina kopplingar till främlingsfientliga grupper: Chelsea (Headhunters) (även om Chelseas mest kända huligan 'One-Armed Babs' var av blandad etnicitet), West Ham United (Inter City Firm), Oldham Athletic (Fine Young Casuals), Real Madrid (Ultras Sur), Lazio (Irriducibili) och Berlin klubben BFC Dynamo Berlin (Koma Kolonne). AS Roma (The boys)

## Babyfirma
Babyfirmor är organisationer för yngre som inte är tillräckligt gamla för att gå med i huvudfirmorna. Babyfirmorna fungerar som de vanliga firmorna med den skillnaden att man slåss med andra babyfirmor runt om i landet. Många babyfirmor har samarbete med de äldre och har ofta samma namn bortsett från att babyfirmorna har förleden "yngre-" eller "baby-" med i namnet. Några av Sveriges yngre-firmor är Djurgårdens Yngsta (DIF), AIK:s Yngsta (AIK), Gothenburg United (IFK Göteborg) och Bajen Orphans (Hammarby IF). Några av Sveriges babyfirmor är Bajen hit Squad (Hammarby IF), Youth Crew Gothenburg (IFK Göteborg), och Baby Boys (AIK),Linköping City Youth(Linköpings HC) ( dessa babyfirmor tillhör numera respektive lags äldre-firma, men falangerna finns kvar och ibland nämner man babyfirmorna om de har varit med i "box" tillsammans med äldre-firmor.

### Fotnoter
1. ↑  ”Jag tröttnade på att hata”. Dagen. 31 oktober 2002. http://www.dagen.se/livsstil/jag-trottnade-pa-att-hata-1.246307. Läst 2 juni 2016.